# Volta a Colónia
A Volta a Colónia (oficialmente: Rund um Köln) é uma corrida de ciclismo alemã de um dia, com início e final na cidade de Colónia. Criada em 1908, é uma das corridas alemãs mais antigas.
Desde a criação dos Circuitos Continentais UCI criados no ano 2005 faz parte do UCI Europe Tour, os dois primeiros anos na categoria 1.1 para passar em 2007 a categoria 1.hc (máxima categoria destes circuitos). Ainda que depois de não se disputar em 2008 voltou a categoria 1.1 desde 2009.

## Palmarés profissional
| Ano                                                               | Vencedor                | Segundo             | Terceiro            |           |
| ----------------------------------------------------------------- | ----------------------- | ------------------- | ------------------- | --------- |
| 1910                                                              | Karl Wittig             | Jean Esser          | Georg Schmid        |           |
| 1911                                                              | Adolf Huschke           | Josef Hübner        | Ernst Franz         |           |
| 1912                                                              | Jean Steingass          | Richard Wiese       | Rudolf Kotsch       |           |
| 1913                                                              | Ernst Franz             | Rudolph Lewis       | Rudolf Kotsch       |           |
| 1914                                                              | Ernst Franz             | Josef Pütz          | Wilhelm Siewert     |           |
| 1915-1920 edições não realizadas devido à Primeira Guerra Mundial |                         |                     |                     |           |
| 1921                                                              | Richard Huschke         | Felix Manthey       | Wilhelm Siewert     |           |
| 1922                                                              | Paul Koch               | Arthur Nörenbergh   | Wilhelm Franke      |           |
| 1923                                                              | Fritz Fischer           | Richard Huschke     | Paul Kohl           |           |
| 1924                                                              | Paul Kohl               | Karl Kohl           | Fritz Gielow        |           |
| 1925                                                              | Paul Kohl               | Josef Remold        | Richard Huschke     |           |
| 1926                                                              | Henri Suter             | Kastor Notter       | Gaetano Belloni     |           |
| 1927                                                              | Gaetano Belloni         | Jules Van Hevel     | Adriano Zanaga      |           |
| 1928                                                              | Alfredo Binda           | Domenico Piemontesi | Julien Delbecque    |           |
| 1929-1933 edições não realizadas                                  |                         |                     |                     |           |
| 1934                                                              | Kurt Stöpel             | Willy Kutschbach    | Georg Stach         |           |
| 1935                                                              | Emil Kijewski           | Kurt Stöpel         | Willy Kutschbach    |           |
| 1936                                                              | Erich Bautz             | Hans Weiss          | Georg Umbenhauer    |           |
| 1937                                                              | Emil Kijewski           | Karl Wierts         | Jupp Arents         |           |
| 1938-1947 edições não realizadas devido à Segunda Guerra Mundial  |                         |                     |                     |           |
| 1948                                                              | Heinrich Schwarzer      | Erich Bautz         | Fritz Siefert       |           |
| 1949                                                              | Heinrich Schultenjohann | Otto Ziege          | Erich Bautz         |           |
| 1950 edição não realizada                                         |                         |                     |                     |           |
| 1951                                                              | Heinrich Schwarzer      | Bim Diederich       | Jean Breuer         |           |
| 1952-1954 edições não realizadas                                  |                         |                     |                     |           |
| 1955                                                              | Hans Preiskeit          | Manfred Donike      | Hans Jünkermann     |           |
| 1956-1963 edições não realizadas                                  |                         |                     |                     |           |
| 1964                                                              | Horst Oldenburg         | Peter Post          | Klaus May           |           |
| 1965                                                              | Horst Oldenburg         | Wolfgang Schulze    | Romain Robben       |           |
| 1966                                                              | Peter Glemser           | Jos Huysmans        | Leo Hermens         |           |
| 1967                                                              | Noël Foré               | Willy In 't Ven     | Roger Blockx        |           |
| 1968-1989 edições não realizadas                                  |                         |                     |                     |           |
| 1990                                                              | Noël Segers             | Andreas Kappes      | Herman Frison       |           |
| 1991                                                              | Jerry Cooman            | Johan Capiot        | Mario De Clercq     |           |
| 1992                                                              | Louis de Koning         | Wilfried Peeters    | Olaf Jentzsch       |           |
| 1993                                                              | Wim Van Eynde           | Christian Henn      | Marcel Wüst         |           |
| 1994                                                              | Udo Bölts               | Rolf Järmann        | Jens Heppner        |           |
| 1995                                                              | Erik Dekker             | Frans Maassen       | Fausto Dotti        |           |
| 1996                                                              | Erik Zabel              | Tom Steels          | Johan Capiot        |           |
| 1997                                                              | Frank Vandenbroucke     | Artur Babaitsev     | Ludo Dierckxsens    |           |
| 1998 edição não realizada                                         |                         |                     |                     |           |
| 1999                                                              | Jens Heppner            | Raymond Meijs       | Kai Hundertmarck    |           |
| 2000                                                              | Steffen Wesemann        | Hendrik Van Dijck   | Jens Heppner        |           |
| 2001                                                              | Gian Matteo Fagnini     | Bert Grabsch        | Torsten Schmidt     |           |
| 2002                                                              | Peter Wrolich           | Kai Hundertmarck    | Christian Werner    |           |
| 2003                                                              | Jan Ullrich             | Danilo Hondo        | Peter Wrolich       |           |
| 2004                                                              | Erik Zabel              | Danilo Hondo        | Kirk O'Bee          |           |
| 2005                                                              | David Kopp              | Stefan Schumacher   | David Cañada        |           |
| 2006                                                              | Christian Knees         | David Kopp          | Kai Reus            |           |
| 2007                                                              | Juan José Haedo         | Graeme Brown        | Alessandro Petacchi |           |
| 2008 edição não realizada                                         |                         |                     |                     |           |
| 2009                                                              | Martin Pedersen         | Eric Baumann        | Mathias Belka       |           |
| 2010                                                              | Juan José Haedo         | André Greipel       | Enrico Rossi        |           |
| 2011                                                              | Michael Matthews        | Marcel Kittel       | Giacomo Nizzolo     |           |
| 2012                                                              | Jan Bárta               | Gediminas Bagdonas  | Tomasz Marczyński   |           |
| 2013                                                              | Sébastien Delfosse      | Pieter Jacobs       | Georg Preidler      |           |
| 2014                                                              | Sam Bennett             | Barry Markus        | Gerald Ciolek       |           |
| 2015                                                              | Tom Boonen              | Edward Theuns       | Andreas Schillinger |           |
| 2016                                                              | Dylan Groenewegen       | André Greipel       | Nikias Arndt        |           |
| 2017                                                              | Gregor Mühlberger       | Mads Würtz          | Fabian Lienhard     |           |
| 2018                                                              | Sam Bennett             | Mihkel Räim         | Szymon Sajnok       |           |
| 2019                                                              | Baptiste Planckaert     | Christoph Pfingsten | Lionel Taminiaux    |           |
| 2020                                                              | cancelado               | cancelado           | cancelado           | cancelado |
| 2021                                                              | cancelado               | cancelado           | cancelado           | cancelado |
| 2022                                                              | Nils Politt             | Danny van Poppel    | Nikias Arndt        |           |
| 2023                                                              | Danny van Poppel        | Milan Menten        | Jasper De Buyst     |           |
| 2024                                                              | Casper van Uden         | Biniam Girmay       | Louis Blouwe        |           |
| 2025                                                              |                         |                     |                     |           |

## Palmarés amador
| Ano     | Ganhador                                                | Segundo                                                 | Terceiro                                                |
| ------- | ------------------------------------------------------- | ------------------------------------------------------- | ------------------------------------------------------- |
| 1908    | Fritz Tacke                                             | Mathias Sebastian                                       |                                                         |
| 1909    | Otto Wincziers                                          |                                                         |                                                         |
| 1910    | Jean Rosellen                                           |                                                         |                                                         |
| 1911    | edições não realizadas                                  | edições não realizadas                                  | edições não realizadas                                  |
| 1912    | Josef Steinkrüger                                       |                                                         |                                                         |
| 1913    | Paul Blum                                               |                                                         |                                                         |
| 1914    | Fritz Fischer                                           |                                                         |                                                         |
| 1915-19 | edições não realizadas devido à Primeira Guerra Mundial | edições não realizadas devido à Primeira Guerra Mundial | edições não realizadas devido à Primeira Guerra Mundial |
| 1920    | Adam Sachs                                              | Gustav Richter                                          |                                                         |
| 1921    | Paul Roggenbuck                                         | Karl Pfister                                            |                                                         |
| 1922    | Matthias Stollenwerk                                    |                                                         | August Deibel                                           |
| 1923    | Hermann Fischer                                         | Fritz Gielow                                            | Peter Rösen                                             |
| 1924    | Peter Rösen                                             | Hermann Fischer                                         | Hubert Wallenborn                                       |
| 1925    | Hans Kinzen                                             | Hans Witzak                                             | Matthias Stollenwerk                                    |
| 1926    | Josef Dumm                                              | Karl Müller                                             | Max Bader                                               |
| 1927    | Rudolf Wolke                                            | Ludwig Geyer                                            | Otto Michael                                            |
| 1928    | Arthur Essing                                           | Jean Wolfram                                            | Willy Kopp                                              |
| 1929    | Franz Schmitz                                           | Peter Mandelarzt                                        | Anton Hodey                                             |
| 1930    | Otto Kratz                                              | Anton Hodey                                             |                                                         |
| 1931    | Humbert Rüdiger                                         | F. Neckar                                               | K. Stachel                                              |
| 1932    | Josy Kraus                                              | K. Steffes                                              | K. Stachel                                              |
| 1933    | Erich Bautz                                             | Arthur Essing                                           | Hermann Siebelhoff                                      |
| 1934    | Willi Hupfeld                                           | Walter Löber                                            | P. Paffrath                                             |
| 1935    | Rudi Wölkert                                            |                                                         |                                                         |
| 1936    | Willi Meurer                                            | Fritz Scheller                                          | Rudi Wölkert                                            |
| 1937    | Willi Meurer                                            | Felix Böttcher                                          |                                                         |
| 1938    | Franz Bronold                                           | Hans Mundorf                                            | Willi Meurer                                            |
| 1939    | Willi Meurer                                            | Franz Decker                                            | Henk de Hoog                                            |
| 1940    | Jakob Kropp                                             | Ludwig Hörmann                                          | Franz Decker                                            |
| 1941    | Hans Preiskeit                                          | Kurt Warnier                                            |                                                         |
| 1942    | Heinrich Schwarzer                                      | Alfo Ferrari                                            |                                                         |
| 1943    | Karl Kittsteiner                                        | Heinz Heuser                                            | Herbert Bresching                                       |
| 1944-45 | edições não realizadas devido à Segunda Guerra Mundial  | edições não realizadas devido à Segunda Guerra Mundial  | edições não realizadas devido à Segunda Guerra Mundial  |
| 1946    | Friedel Nowakowski                                      | Heinz Schulte                                           | Georg Barth                                             |
| 1947    | Werner Holthöfer                                        | Heinz Heuser                                            | Helmut Neumann                                          |
| 1948    | Matthias Pfannenmüller                                  | Valentin Petry                                          | Gerhard Strubbe                                         |
| 1949    | Rudi Theissen                                           | Paul Jagodzinski                                        |                                                         |
| 1950    | Horst Holzmann                                          | Willi Irrgang                                           | Paul Jagodzinski                                        |
| 1951    | Edi Ziegler                                             | Willi Irrgang                                           |                                                         |
| 1952    | Richard Popp                                            |                                                         |                                                         |
| 1953    | Günther Otte                                            | A. Kuckelkorn                                           | Mathias Löder                                           |
| 1954    | Willi Irrgang                                           | Wolfgang Karbach                                        | Josef Broich                                            |
| 1955    | Edi Ziegler                                             | Peter Humann                                            | Walter Becker                                           |
| 1956    | Edi Ziegler                                             | Reinhold Ommer                                          |                                                         |
| 1957    | Wolfgang Grabow                                         |                                                         | Jupp Borghardt                                          |
| 1958    | Wolf-Jürgen Edler                                       | Günter Tüller                                           |                                                         |
| 1959    | Heiner Hofmann                                          | Heinz Jürgens                                           | Ludwig Troche                                           |
| 1960    | Matthias Löder                                          | August Korte                                            | Rolf Roggendorf                                         |
| 1961    | Albert Smits                                            | Freddy Truyens                                          | Marcel Dierkens                                         |
| 1962    | Siegfried Koch                                          |                                                         |                                                         |
| 1963    | Winfried Bölke                                          | Herbert Wilde                                           | Piet Bunts                                              |
| 1964    | Wilfried Peffgen                                        | Paul Horn                                               | Jürgen Goletz                                           |
| 1965    | Burkhard Ebert                                          | Hermann Goletz                                          | Bernd Riemann                                           |
| 1966    | Hans-Jörg Fässler                                       | Arnold Sechehaye                                        | André Rossel                                            |
| 1967    | Jürgen Kissner                                          |                                                         |                                                         |
| 1968    | Burkhard Ebert                                          | Klaus Simon                                             | Klaus Becker                                            |
| 1969    | Jürgen Tschan                                           | Dieter Leitner                                          | Klaus Simon                                             |
| 1970    | Andreas Streckies                                       | Albert Scheffer                                         | Josef Wonckx                                            |
| 1971    | Roger Gilson                                            | Wilfried Trott                                          | Dieter Koslar                                           |
| 1972    | Wilfried Trott                                          | Dieter Koslar                                           | Erwin Derlick                                           |
| 1973    | Hermann Jungbluth                                       | Peter Fenner                                            | Rudi Michalski                                          |
| 1974    | Dietrich Thurau                                         | Hermann Jungbluth                                       | Mario Sobottka                                          |
| 1975    | Jan Smyrak                                              | Mathieu Buckx                                           | Peter Billigmann                                        |
| 1976    | Wilfried Trott                                          | Rudi Menne                                              | Jan Smyrak                                              |
| 1977    | Bert Scheunemann                                        | Jan Smyrak                                              | Cornel Bücken                                           |
| 1978    | Arie Hassink                                            | Uwe Burbach                                             | Peter Kehl                                              |
| 1979    | Wilfried Trott                                          | Werner Stauff                                           | Friedrich von Löffelholz                                |
| 1980    | Achim Stadler                                           | Wilfried Trott                                          | Michael Blaudzun                                        |
| 1981    | Michael Mohr                                            | Holger Glitscher                                        | Immanuel Britzke                                        |
| 1982    | Jörg Echtermann                                         | Uwe Burbach                                             | Wilfried Trott                                          |
| 1983    | Wolf-Dieter Wolfshohl                                   | Helmut Gebauer                                          | Udo Jaulus                                              |
| 1984    | Stanislaus Mikolajczuk                                  | Têm Vaanhold                                            | Wim Meier                                               |
| 1985    | Jan Vaanhold                                            | Volker Oehl                                             | Udo Jaulus                                              |
| 1986    | Remig Stumpf                                            | Andreas Kappes                                          | Peter Gänsler                                           |
| 1987    | Werner Wüller                                           | Harry Rozendal                                          | Helge Wolf                                              |
| 1988    | Lutz Losch                                              | Wolfgang Oschwald                                       | Rik van Akker                                           |
| 1989    | Dominik Krieger                                         | Jochen Klebsch                                          | Alexander Kastenhuber                                   |
| 1990    | edições não realizadas                                  | edições não realizadas                                  | edições não realizadas                                  |
| 1991    | Jan Meulenhof                                           | Rob Mulders                                             | Patrick Giesen                                          |
| 1992    | Erik Dekker                                             | Godert de Leeuw                                         | Mark Huis In 't Veld                                    |
| 1993    | Jörn Reuss                                              | Max van Heeswijk                                        | Paul Konings                                            |
| 1994    | Torsten Schmidt                                         | Aleksei Boskov                                          | Bart Boom                                               |
| 1995    | Hans Pijpers                                            | Koos Moerenhout                                         | Josef Holzmann                                          |
| 1996    | Coen Boerman                                            | Andreas Löder                                           | Thomas Böckmann                                         |
| 1997    | Peter Vries                                             | Erwin Gembalczik                                        | Niels Bassinghorn                                       |
| 1998    | edições não realizadas                                  | edições não realizadas                                  | edições não realizadas                                  |
| 1999    | Bart Boom                                               | Corey Sweet                                             | Arthur Farenhout                                        |
| 2000    | Bram Tankink                                            | David Orvalho                                           | Bart Boom                                               |
| 2001    | Arno Wallaard                                           | Bjorn Hoeben                                            | David Kopp                                              |
| 2002    | Dennis Kraft                                            | Bjorn Cornelissen                                       | Marco Bos                                               |

## Palmarés por países
| País          | Vitórias |
| ------------- | -------- |
| Alemanha      | 28       |
| Bélgica       | 8        |
| Itália        | 3        |
| Países Baixos | 3        |
| Boémia        | 2        |
| Argentina     | 2        |
| Áustria       | 2        |
| Irlanda       | 2        |
| Suíça         | 1        |
| Dinamarca     | 1        |
| Austrália     | 1        |
| Chéquia       | 1        |

| País          | Vitórias |
| ------------- | -------- |
| Alemanha      | 68       |
| Países Baixos | 11       |
| Luxemburgo    | 2        |
| Bélgica       | 2        |
| Áustria       | 1        |
| Suíça         | 1        |